# Heteropoda maxima
Heteropoda maxima is een spinnensoort behorend tot de jachtkrabspinnen (Sparassidae) die voorkomt in Laos.
Deze spin wordt beschouwd als de grootste spin ter wereld qua pootspanwijdte (30 cm). Het kopborststuk en het voorste paar poten zijn roodbruin gekleurd. Het achterlijf en het achterste paar poten zijn beige. Het lichaam heeft veel donkere tekeningen. De poten hebben donkere banden. Ze leven in grotten.